# Sasaki Tametoshi

Sasaki Tametoshi. Foi um Kugyō (nobre) do período Heian da história do Japão. Foi também um Bushō (Comandante Militar). Foi o filho mais velho de Sasaki Tsunekata .
| Precedido por Sasaki Tsunekata | -- 4º Líder do Clã Sasaki | Sucedido por Sasaki Hideyoshi |